# Совка Хайварда
Совка Хайварда (Divaena haywardi) — ночная бабочка из семейства совок.

## Описание
Размах крыльев 30—37 мм. Основной фон передних крыльев варьируется у разных особей от красновато-желтого до коричневого. Круглые и почковидные пятна крупные, отороченные темно-коричневой обводкой. Задние крылья жёлтого цвета с чёрными штрихами вдоль жилок и чёрным внешним краем. Бахромка жёлтая.

## Ареал
Узколокальный, реликтовый и редкий вид. Распространён на Балканском полуострове (Греция, юг Болгарии), острове Кипр, в западной и южной Турции, Крыму. В России впервые был собран в 2000 году на территории Краснодарского Края.

## Биология
За год развивается одно поколение. Время лёта бабочек с июня до сентября (преимущественно в июле-августе). Населяет преимущественно горные склоны на высотах 600—1500 метров над уровнем моря. Самка откладывает около 80-90 яиц. Стадия яйца длится около 17 суток. Гусеницы в лабораторных условиях питались на травянистых растениях: на одуванчиках, латуке, подорожнике. Кормовые растения в естественных условиях до сих пор неизвестны. Вероятно, как и у других представителей близкого рода Noctua, зимуют гусеницы, а бабочки имеют период летнего покоя — эстивацию.

## Охрана
Вид включен в Красную книгу Украины.